# Metacatharsius latifrons
Metacatharsius latifrons är en skalbaggsart som beskrevs av Edgar von Harold 1868. Metacatharsius latifrons ingår i släktet Metacatharsius och familjen bladhorningar. Inga underarter finns listade i Catalogue of Life.